# 堀信行
堀 信行（ほり のぶゆき、1943年 - ）は日本の地理学者、理学博士。旧・東京都立大学名誉教授。専門は環境地理学。

## 略歴
1943年に生まれ、名古屋市で育つ。1967年に広島大学教育学部卒業後、同大学大学院文学研究科地理学専攻を中途退学する。1968年に東京都立大学理学部地理学科助手を経て、広島大学総合科学部講師・助教授となる、1992年に東京都立大学理学部助教授となり、後に教授へ昇格する。その後、大学改編により首都大学東京都市環境科学研究科教授に就任した。2007年に定年退職後、奈良大学文学部地理学科教授となり、図書館長などを務めた。

## 諸活動
日本地理学会、地理科学学会、日本ナイル・エチオピア学会、日本サンゴ礁学会などで代議員、評議員を歴任した。また目黒シティカレッジ振興会会長、文化庁文化審議会専門委員に就任した。

## 研究活動
研究ではフィールドワークを積極的に行いアフリカなどを探検する。世界的なサンゴ礁学者として知られるほか、アフリカの熱帯地域の環境変遷、人間と自然の関係論や風土論・景観論などを探求した。